# Long Tall Sally (EP)
Pour les articles homonymes, voir Long Tall Sally (homonymie).
EPs par The Beatles
All My Loving
(1964) Extracts from the Film A Hard Day's Night
(1964)
Long Tall Sally est le cinquième EP des Beatles, contenant pour l'essentiel des reprises de standards américains du rock'n'roll. Il parait le 19 juin 1964 au Royaume-Uni. Ces pièces sont enregistrées lors des séances d'enregistrement des chansons de leur 3e album, A Hard Day's Night qui pour sa part, ne contient que des chansons originales, toutes signées Lennon/McCartney. Avec le double EP Magical Mystery Tour, c'est le premier des deux EP qui ne contiennent que des pièces inédites.
Ce maxi se classe rapidement en tête des ventes pour son format, et y reste durant plusieurs semaines. Dans la mesure où ses chansons n'ont pas été publiées sur album avant les années 1970, l'EP devient rapidement un objet très prisé des collectionneurs.

## Historique

### Enregistrement
Contrairement à celles des autres EPs des Beatles qui ne comprenaient que des chansons déjà publiées, les chansons de Long Tall Sally sont enregistrées précisément en vue du disque, destiné à prouver au public qu'ils peuvent offrir du « rock'n'roll ». Les séances de travail, qui s'inscrivent durant le premier semestre 1964 entre un certain nombre de concerts et de tournées à l'étranger, se déroulent en même temps que celles pour l'enregistrement de l'album A Hard Day's Night. Deux séances seulement sont nécessaires pour enregistrer les quatre chansons. La première, qui consiste à enregistrer les chansons de la face A, se tient le 1er mars. Après un début de matinée consacré à I'm Happy Just to Dance with You en prévision de leur film, ils enchaînent avec la chanson titre, qui est bouclée en une seule prise tandis que Paul McCartney s'égosille au chant. Pour Mark Lewisohn, la performance est comparable à celle de Lennon sur Twist and Shout, un an plus tôt. La séance se poursuit ensuite avec l'enregistrement de la seule chanson originale du disque, I Call Your Name de John Lennon. Sept prises sont nécessaires (dont trois seulement sont terminées), ainsi que quelques ajouts par la suite (sons de cloche, voix doublée...).
Ce n'est qu'après la fin de leur premier tournage et quelques vacances que les Beatles reviennent en studio pour le deuxième jet d'enregistrements, afin de mettre en boîte ce qui constituera la face B de l'EP. Le morceau de Ringo Starr, Matchbox, est tout d'abord enregistré. Sa destination est alors incertaine : il semble qu'il est envisagé de l'utiliser comme prestation du batteur sur l'album à venir. Le disque ne devant finalement comprendre que des titres signés Lennon/McCartney, la chanson est écartée. Au moment de l'enregistrement de la chanson, par coïncidence, Carl Perkins, son interprète original, est présent dans le studio. Cinq prises sont nécessaires pour enregistrer ce classique déjà travaillé en concert ; après quoi le groupe boucle Slow Down en six prises, les trois premières concernant la piste rythmique.
Le 4 juin, les mixages mono sont réalisés. Pour Slow Down, George Martin ajoute une petite partie de piano qu'il enregistre lui-même.

### Parution et réception
Long Tall Sally est le cinquième EP publié par les Beatles et le premier à contenir du matériel inédit (le seul autre étant Magical Mystery Tour, publié en 1967). La photo de couverture est de Robert Freeman. Il sort au Royaume-Uni le 19 juin 1964 et entre dans les charts d'EP dès le 4 juillet pour atteindre, le 11, la première position et ce, pour sept semaines consécutives. Le disque atteint également la 11e place du classement plus prestigieux des ventes de singles. Début 1965, 250 000 exemplaires sont déjà écoulés. Le disque est également publié dans d'autres pays d'Europe : Espagne, France, Suède... Une version paraît même au Japon en 1972. Son caractère inédit fait rapidement de cet EP une pièce de collection : en Europe, il faut attendre 1976 pour les entendre sur un 33 tours dans la compilation Rock 'n' Roll Music.
Par contre, aux États-Unis, les chansons de la face A se retrouveront en primeur sur le disque The Beatles' Second Album publié en avril et les deux autres en juillet sur Something New. Ces chansons sont désormais disponibles sur la compilation Past Masters.

#### Publication en France
La chanson arrive en France en juillet 1964 sur la face A d'un 45 tours EP (« super 45 tours »), accompagnée  de I Call Your Name ; sur la face B figurent Slow Down et Matchbox. Sur la pochette la photo des Beatles dans la mer est prise à Miami par Dezo Hoffman lors de leur première tournée nord-américaine en 1964,.

## Analyse musicale
Cet EP est un des travaux les plus ancrés dans le rock 'n' roll produits par les Beatles. Il s'agit par ce biais d'un retour à leurs racines, à ce qu'ils jouaient sur scène à Hambourg et au Cavern Club ; mais pas seulement. Plusieurs de ces chansons sont régulièrement interprétées en concert durant l'année 1963, comme le prouvera l'album Live at the BBC. Long Tall Sally, hit de Little Richard, est ainsi régulièrement interprété pour clore les concerts du groupe, et ce jusqu'en 1965, par un Paul McCartney qui se déchaine de façon contrastée avec son image habituelle de chanteur de ballades. En 1965, McCartney compose I'm Down dans le même style afin de remplacer la chanson de Little Richard comme clôture des concerts.
Slow Down, de Larry Williams, était en revanche sortie de leur répertoire depuis 1962 à l'exception d'une prestation radiophoniques. Elle permet à John Lennon de tenir le chant principal sur un rythme effréné. Matchbox, de Carl Perkins, était à l'origine interprétée sur scène par le premier batteur du groupe, Pete Best. Depuis son départ, Lennon se chargeait de la chanter. Elle est finalement interprétée par Ringo Starr, dans la mesure où elle s'adapte parfaitement au ton des chansons qu'il interprète à cette époque (Honey Don't, Act Naturally, What Goes On).
La seule chanson originale de l'album, I Call Your Name, n'est pourtant pas en reste dans ce climat de retour aux sources. Elle a en effet été composée par John Lennon à ses tout débuts, à la fin des années 1950, et été confiée comme face B au groupe Billy J. Kramer & the Dakotas. La chanson traite d'un thème courant dans son œuvre, le sentiment d'abandon. La chanson comprend des sonorités Blue Beat, en vogue à l'époque en Angleterre.

## Fiche technique

### Liste des chansons
Les reprises sont accompagnées entre parenthèses de leur interprète original.
| 1. | Long Tall Sally (Little Richard) | Richard Penniman, Robert Blackwell, Enotris Johnson (de) | Paul McCartney | 2:10 |
| 2. | I Call Your Name                 | John Lennon, Paul McCartney                              | John Lennon    | 2:52 |

| 3. | Slow Down (Larry Williams) | Larry Williams | John Lennon | 2:55 |
| 4. | Matchbox (Carl Perkins)    | Carl Perkins   | Ringo Starr | 1:57 |

### Interprètes
- John Lennon : chant, guitare rythmique, guitare solo (sur le premier solo de Long Tall Sally)
- Paul McCartney : chant, basse
- George Harrison : guitare solo
- Ringo Starr : chant, batterie, cloche
- George Martin : piano (sur Long Tall Sally, Slow Down et Matchbox)

### Équipe de production
- George Martin : producteur
- Norman Smith : ingénieur du son
- Richard Langham : ingénieur du son
- A.B. Lincoln : ingénieur du son
- Ken Scott : ingénieur du son